# Bours (Hautes-Pyrénées)
Bours is een gemeente in het Franse departement Hautes-Pyrénées (regio Occitanie) en telt 722 inwoners (2004). De plaats maakt deel uit van het arrondissement Tarbes.

## Geografie
De oppervlakte van Bours bedraagt 4,7 km², de bevolkingsdichtheid is 153,6 inwoners per km².

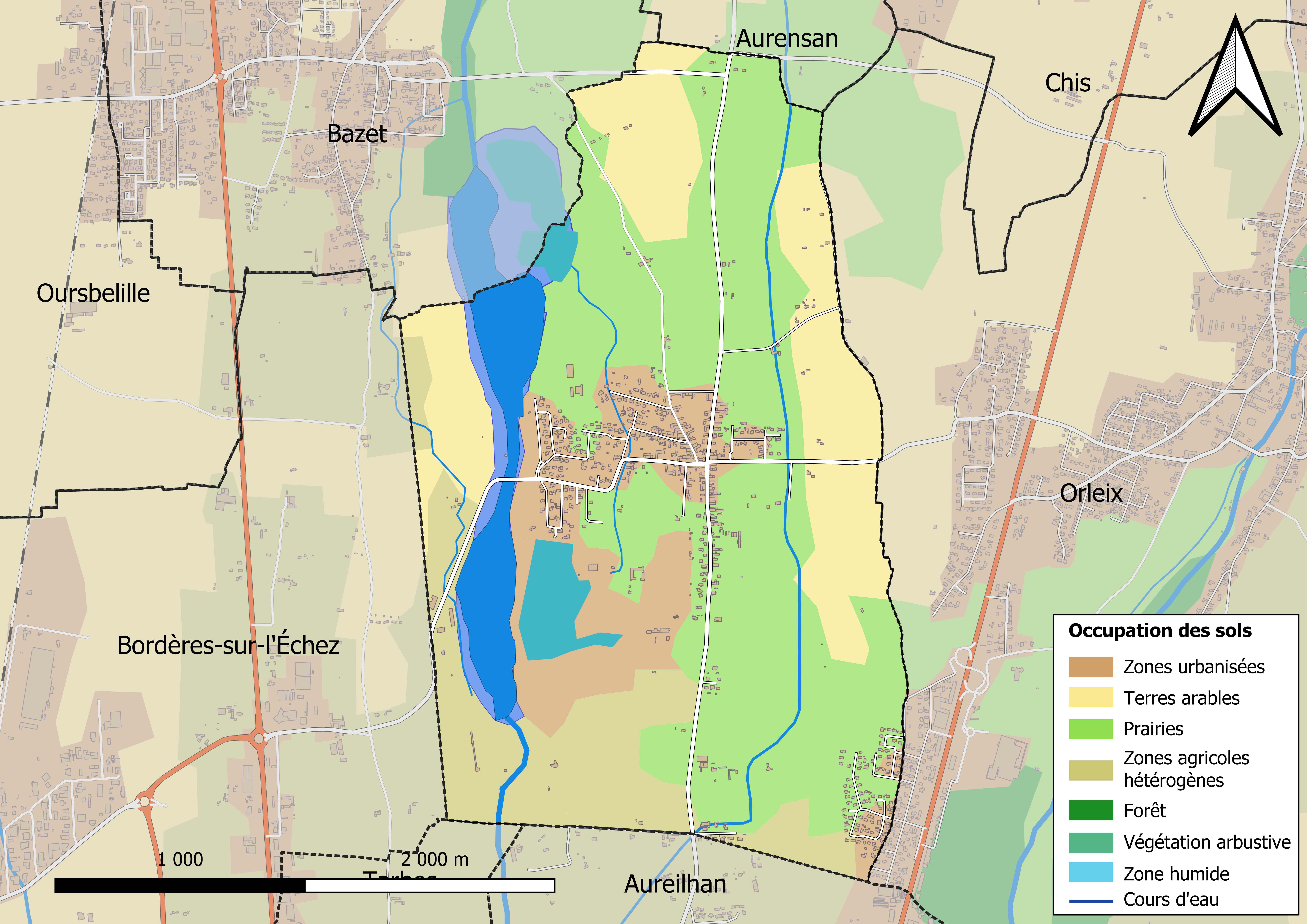
Kaart van de gemeente met belangrijkste infrastructuur, bodemgebruik en omliggende gemeenten

## Demografie
Onderstaande figuur toont het verloop van het inwonertal (bron: INSEE-tellingen).